# Neuraeschna producta
Neuraeschna producta är en trollsländeart som beskrevs av Douglas E. Kimmins 1933. Neuraeschna producta ingår i släktet Neuraeschna och familjen mosaiktrollsländor. Inga underarter finns listade i Catalogue of Life.